# 角田雄二
角田 雄二（つのだ ゆうじ、1941年1月16日 - ）は日本の実業家。弟の鈴木陸三とともにスターバックス コーヒー ジャパンを創業し、同社代表取締役最高経営責任者兼最高執行責任者などを務めた。

## 人物・経歴
神奈川県出身。1965年日本大学理工学部経営工学科卒業、日精入社。1967年から日影茶屋社長を務め、70年代にラ・マーレ・ド・チャヤを手掛けるなどした。1981年ユージーン・アンド・アソシエイツ・インク。1987年サザビー取締役。1995年スターバックス コーヒー ジャパンを設立し、同社代表取締役社長。1996年スズキヤ監査役。2001年スターバックス コーヒー ジャパン代表取締役最高経営責任者（CEO）。2002年スターバックス コーヒー ジャパン最高経営責任者（CEO）兼 最高執行責任者（COO）。2003年スターバックス コーヒー ジャパン代表取締役最高経営責任者（CEO）。2005年スターバックス コーヒー ジャパン最高経営責任者（CEO）兼 最高執行責任者（COO）。2007年チャヤ マクロビオティックス代表取締役会長。同年食品産業功労賞受賞。2011年ユージーン・アンド・アソシエイツ・インク取締役。

## 親族
スズキヤ初代代表取締役社長の鈴木雄二の次男として生まれ、のち日影茶屋角田家に婿養子として入る。スズキヤ創業者の鈴木安治は祖父で、スズキヤ第3代代表取締役社長や逗子市議会議長などを務めた鈴木安之は兄。サザビーリーグ創業者の鈴木陸三は弟。スズキヤ第4代代表取締役社長や全国スーパーマーケット協会副会長を務めた中村洋子は妹。サザビーリーグ代表取締役社長の角田良太は次男。